# Nécropole de Forneca
La nécropole de Forneca est un site archéologique composé d'un ensemble de huit tombeaux et de deux fonts baptismaux, probablement construits au Haut Moyen Âge. Elle est située dans la freguesia de São Bartolomeu de Messines, sur le territoire de la municipalité de Silves (district de Faro, Portugal). 
Elle est classée Bien d'intérêt municipal (Catégorie SIM) depuis 2016.

## Historique
La nécropole a probablement été utilisée pendant les VIe et VIIe siècles, une période correspondant au Haut Moyen Âge, lorsque le territoire a été envahi par des populations indigènes d'Europe centrale (Wisigoths). À cette époque, la Vale de Fuzeiros était une région avec d'amples ressources pour l'installation de populations, avec des terres fertiles baignées par le Barranco do Baralha, tandis que la proximité des montagnes fournissait la chasse et le bois.
En 2005, le site a fait l'objet de travaux archéologiques, qui comprenaient un relevé graphique, photographique et topographique des vestiges. Le 27 août 2014, la municipalité de Silves a entamé le processus de classement du site archéologique comme site d'intérêt municipal. Le 22 janvier 2015, la Direction régionale de la culture de l'Algarve a émis un avis positif, et le 11 février de la même année, le directeur général de la Direction générale du patrimoine culturel a publié une décision d'accord, bien que modifiant la classification en site d'intérêt municipal. C'est dans cette catégorie que le monument a été classé, par l'arrêté n° 35/2016, du 8 juin, de la municipalité de Silves.

## Description

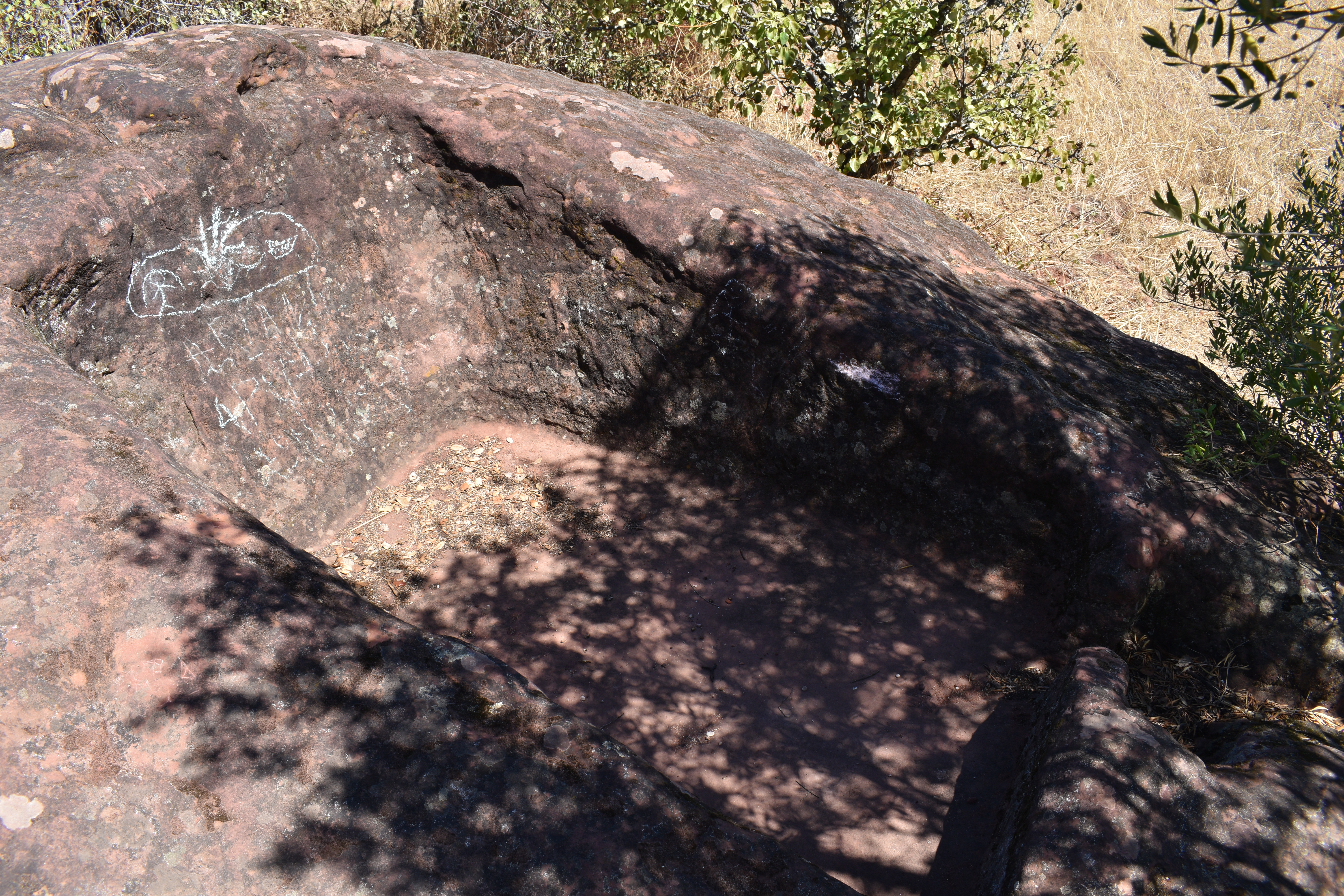
Intérieur d'une tombe.

Cette nécropole est située dans le site de Forneca, à proximité de plusieurs maisons. Elle se compose de huit tombes et de deux bassins, tous creusés dans la roche. Cinq des tombes sont organisées dans un groupe central, situé dans un bloc de grès et de grès de Silves du Trial, divisé en deux blocs, avec les tombes dans le bloc sud, tandis que dans la partie nord se trouvent les deux bassins, l'un circulaire et l'autre ovale. Les bassins sont de différentes tailles, mesurant 1,30 m et 0,80 m de diamètre, et 0,35 m et 0,20 m de profondeur, et pourraient avoir été utilisés dans les bains rituels qui étaient donnés aux corps, avant l'enterrement. Trois des tombes ont été conservées intactes, tandis que deux ont été modifiées, par la suppression du mur commun, formant ainsi un troisième grand bassin. Au sud-ouest se trouve une autre tombe, qui a été complètement détruite, avec seulement le fond restant. Les deux dernières tombes sont situées à une certaine distance au nord-ouest, avec des murs et des pieds partiellement détruits. L'une d'elles a été déplacée de son emplacement d'origine en raison de travaux agricoles, avec uniquement une partie de la tête restante.  Les tombes sont principalement orientées du nord-ouest au sud-est,  et avaient à l'origine des couvercles, qui ont disparu.
Le site fait partie du circuit archéologique de Vilarinha, qui comprend également la nécropole de Pedreirinha et la nécropole de Carrasqueira, ainsi que l'Alinhamento da Vilarinha (pt) (complexe de menhirs de Vilarinha).

## Galerie

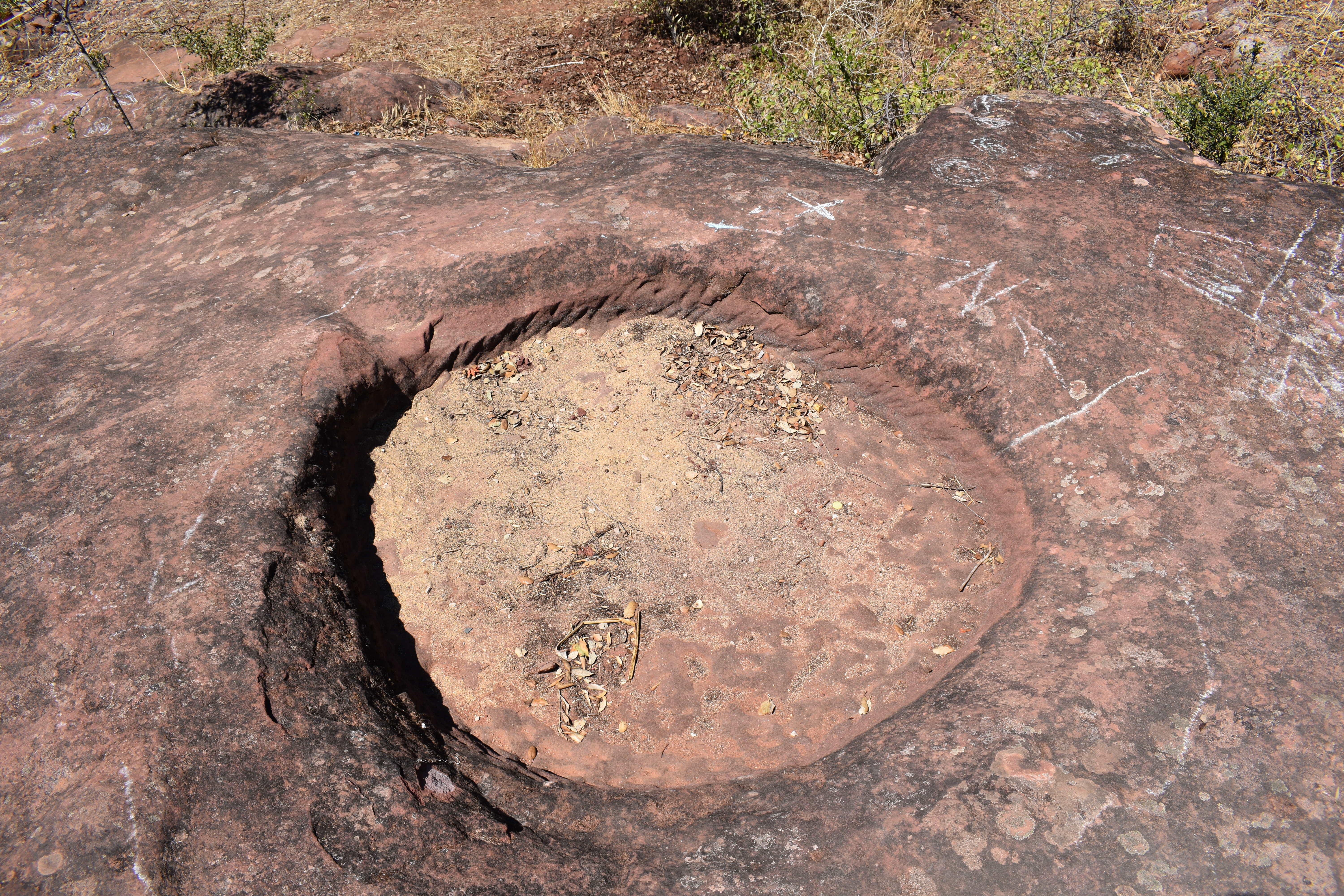
Fonts baptismaux.
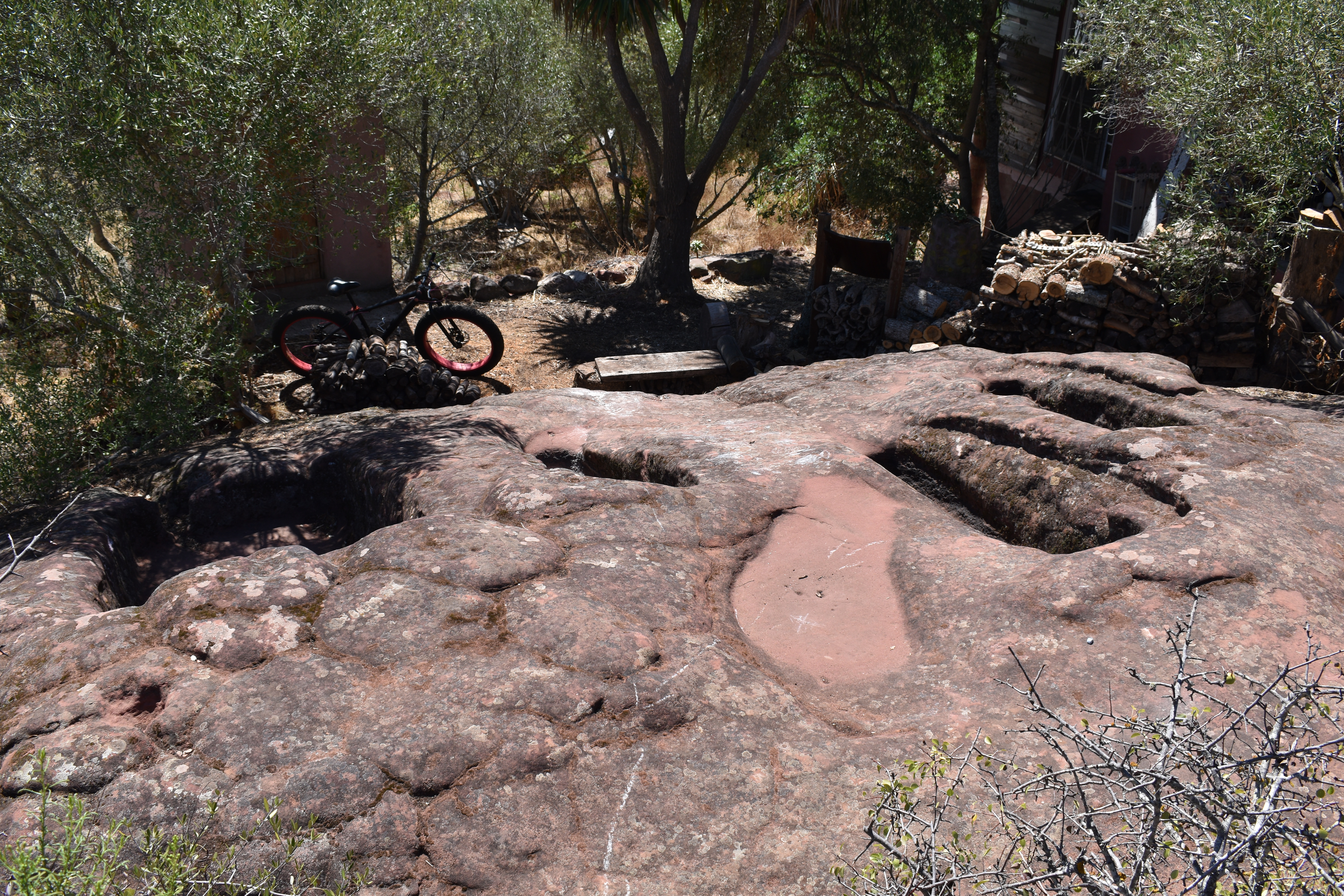